# Friday Cafe
Friday cafe（ふらいでーかふぇ）は、2009年9月から2011年3月までFMぐんまで放送されていたラジオ番組。

## 概要
- 2009年3月に放送開始し、2011年3月に放送終了。

- Sho1はBOSSANOVA CASSANOVAとして木曜日の新番組に移動する形となり、コーナーであった「おいしい群馬にカンパイ！」も同時に移動をしている。

## 放送時間
- 金曜 15:30 - 17:55

## パーソナリティ
- sho1 (BOSSANOVA CASSANOVA)
- 高橋友希

## 主なコーナー
- 15:33 NEXT HIT
- 15:44 シネマdeスパイス
- 16:01 スワン マイ・ベスト・ウェディングソング
- 16:45 おいしい群馬にカンパイ！！
- 16:55 ゴルフ大好き宣言
- 17:03 Sho1 SHOW TIME!
- 17:30 おしゃべりカフェ
- 17:47 フラカフェトラベルインフォ

## 内包番組
- 15:50 - 16:45 Friday Count Down[1]

## 番組中に入る情報番組
- 16:28 交通情報・天気予報
- 17:12 TRAFFIC・WEATHER・TODAY'S NEWS
- 17:42 交通情報